# Rock4Life International - Vol.11
Rock4Life International – Vol.11 é uma compilação da Quickstar Productions que reúne músicos e bandas de rock de várias nacionalidades. Editado em 1 de julho de 2009 pela Distrophonix.
O volume 11 desta compilação americana é composto por 21 temas interpretados na sua maioria em inglês, mas também apresenta músicas em italiano, japonês e em português com destaque para os UHF por se tornarem a primeira banda portuguesa a participar nesse projeto.
Sob o lema "Unir música de qualidade à solidariedade", parte das receitas da venda do disco reverteram para investigação da Colangite esclerosante primária, numa ação filantrópica da Quickstar Productions.

## Faixas
| N.º            | Título                      | Banda                     | Duração |  |
| 1.             | "Down On Me"                | Ebolagoldfish             | 3:30    |  |
| 2.             | "Sing It Back"              | Mattersville              | 3:32    |  |
| 3.             | "Sunset, Sunrise"           | Phoenix Lights            | 5:01    |  |
| 4.             | "If Only"                   | Allison                   | 3:44    |  |
| 5.             | "The Dildo And The Weed"    | Annie's Trip              | 2:35    |  |
| 6.             | "Kate"                      | She Said You              | 2:56    |  |
| 7.             | "Chinese Whispers"          | Brave Yesterday           | 4:39    |  |
| 8.             | "Sirens"                    | A.G.E.                    | 2:52    |  |
| 9.             | "Alguém (que há-de chegar)" | UHF                       | 3:22    |  |
| 10.            | "Lettera A Mio Figlio"      | Carmine Migliore & Niusso | 5:13    |  |
| 11.            | "A Different Scale"         | Different Scale           | 3:47    |  |
| 12.            | "Cumonohara"                | Actual Proof              | 3:51    |  |
| 13.            | "God Bless America"         | Fletcher                  | 4:12    |  |
| 14.            | "Not Even Red"              | Optic                     | 3:17    |  |
| 15.            | "Cut The Line"              | One Good Suggestion       | 4:27    |  |
| 16.            | "I Know"                    | Fountain Mouth            | 4:41    |  |
| 17.            | "One Night Dance"           | Türspion                  | 2:22    |  |
| 18.            | "Memories"                  | The Almost Famous         | 4:36    |  |
| 19.            | "Lost City"                 | Fairchild Republic        | 3:49    |  |
| 20.            | "Real Man"                  | Motivation Corp           | 3:22    |  |
| 21.            | "Princess Of Mars"          | Primitive Language        | 4:02    |  |
| Duração total: | Duração total:              | Duração total:            | 75:50   |  |